# Kapfrankolin
Der Kapfrankolin (Pternistis capensis, Syn.: Francolinus capensis) ist eine Vogelart aus der Familie der Fasanenartigen (Phasianidae). Er ist in den Kap-Provinzen Südafrikas und in Namibia heimisch.

## Erscheinungsbild
Der Kapfrankolin ist 40–42 Zentimeter groß, das Männchen ist im Durchschnitt größer als das Weibchen. Er hat leuchtend rote Beine. Sein Gefieder ist sehr dunkel und mit feinen, auf der Unterseite kräftigen grauen und weißen Linien durchzogen. Nur der Nacken und die Oberseite des Kopfes sind schlicht einfarbig. Männchen und Weibchen sind vom Gefieder her gleich, aber das Männchen hat jeweils zwei Sporne an den Beinen, während das Weibchen maximal einen Sporn hat. Die Jungtiere sehen den Eltern ähnlich, haben aber dunklere Beine und klarere Linien im Gefieder. Dieser große dunkle Frankolin kann kaum mit einer anderen Art verwechselt werden. Sein Ruf ist ein lautes kackalak-kackalak-kackalak.

## Lebensweise
Der Kapfrankolin lebt in offenem, gestrüppreichen Gebiet, möglichst nah an Fließgewässern. Sein Nest ist eine mit Gras ausgelegte Mulde unter einem Busch. Die Gelegegröße beträgt 6–8 Eier, aber manchmal benutzen zwei Weibchen das gleiche Nest. Diese Art kann bei guter Behandlung sehr zahm werden und zusammen mit Hühnern gehalten werden. Wie die meisten Frankoline läuft er lieber, als dass er fliegt, auch bei Gefahr.